# Wybory parlamentarne w Mongolii w 1924 roku
Wybory parlamentarne odbyły się w Mongolskiej Republice Ludowej w 1924 roku w celu wybrania pierwszego Wielkiego Churału Państwowego.

## Tło
Po zakończeniu Rewolucji w Mongolii w 1921 Mongolska Partia Ludowa przejęła władzę nad Mongolią. 20-osobowa komisja opracowała nową konstytucję, która wzorowała się na konstytucji w Rosyjskiej Federacyjnej Socjalistycznej Republice Radzieckiej z 1918 roku. Na czele komisji stał premier Balingijn Cerendordż, a komisja była nadzorowana przez Balingijn Cerendordż, a radę nadzorował Turar Ryskułow z Kominternu. Złożony z 90 członków Wielki Churał miał zostać wybrany w celu zatwierdzenia nowej konstytucji.

## Wyniki
Pomimo tego, że przedstawiciele Mongolskiej Partii Ludowej i Młodej Ligi zachęcali ludzi do głosowania na zwykłych ludzi, wybrano też kilku książąt, m.in. Dugarjawa z Ikh Dulaan uul i Tseren-ochira z T-aruch Khan. Większość książąt zostało najpierw zdyskwalifikowanych, a później doszło do powtórek, ale i tak 6 wysoko urodzonych ludzi stało się członkami Wielkiego Churału.. Dziewięciu członkami było lamami, a 7 analfabetami. Wszyscy z 90 kandydatów byli mężczyznami.

## Następstwa
Nowo wybrany Wielki Churał pierwszy raz zwołał się 8 listopada, chociaż w obradach uczestniczyło tylko 77 z 90 członków. Spośród nich, 64 było członkami Mongolskiej Partii Ludowej lub Młodej Ligi. Przewodniczącym został Navaandorjiin Jadamba. 26 listopada mongolska konstytucja została jednogłośnie zatwierdzona.